# Landhaus Ludwig-Richter-Allee 27 (Radebeul)
Das Landhaus, das das Architektenbüro Schilling & Graebner als ersten Leitbau in der Villenkolonie Altfriedstein errichtete, liegt in der Ludwig-Richter-Allee 27 im Stadtteil Niederlößnitz der sächsischen Stadt Radebeul, auf einem Eckgrundstück zum unteren Prof.-Wilhelm-Ring.

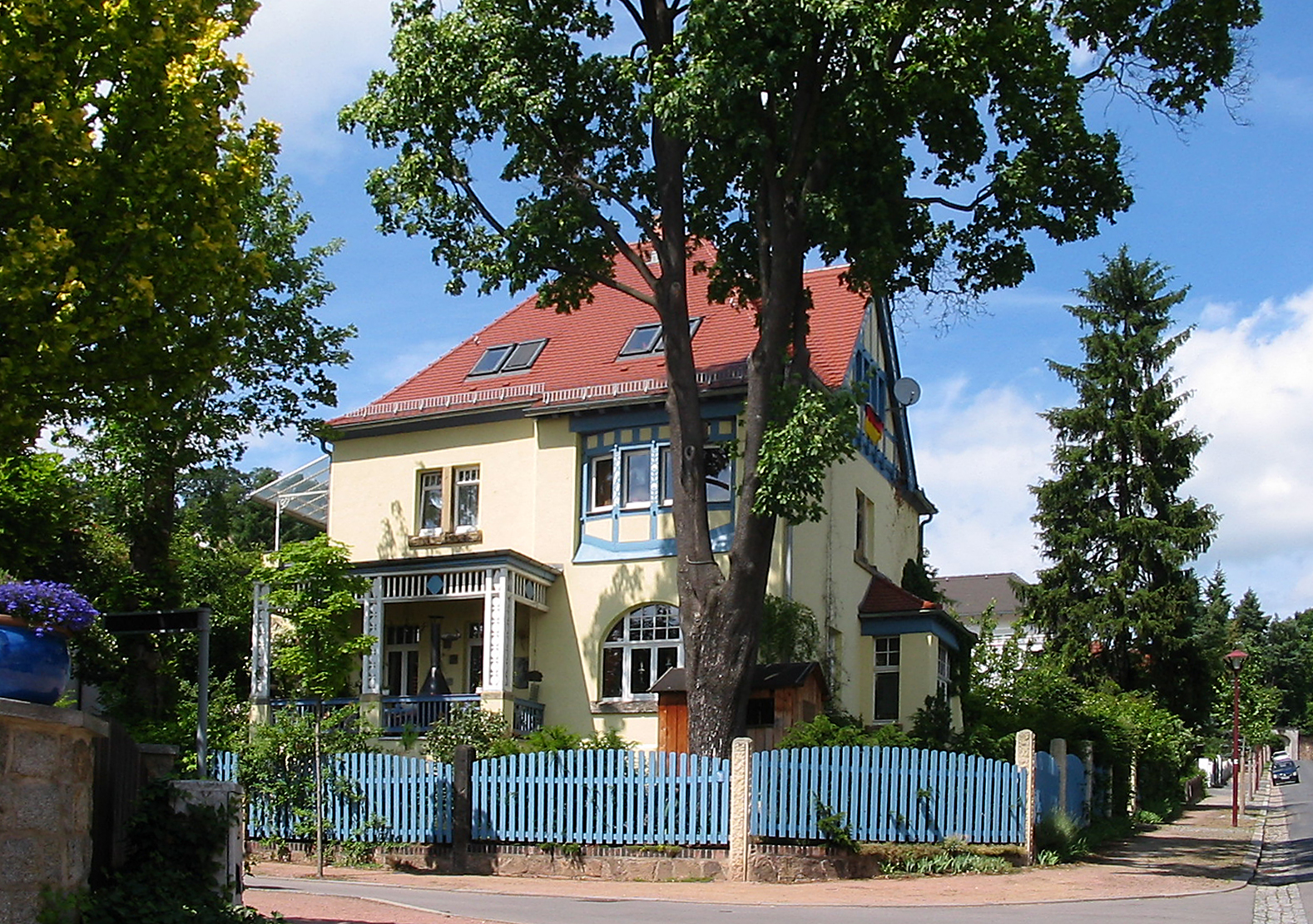
Landhaus Ludwig-Richter-Allee 27

## Beschreibung

Verkaufsanzeige für Baustelle 71 (heute Ludwig-Richter-Allee 27), 1903

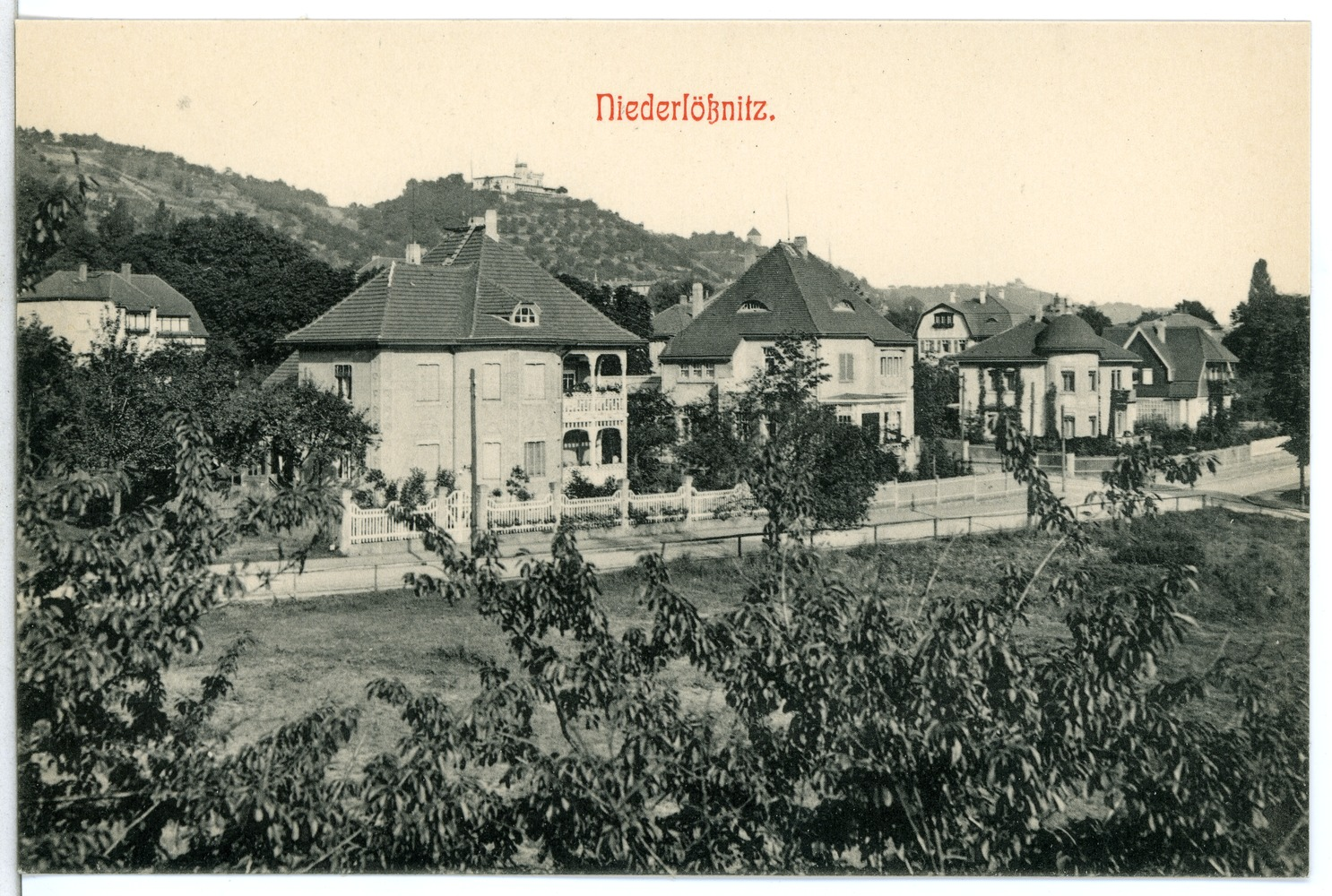
Prof.-Wilhelm-Ring, Kreuzung mit der Ludwig-Richter-Allee (1911): Links vorn: die Villa Alfred Sparbert, links dahinter Ludwig-Richter-Allee 31, rechts die hiesige Ludwig-Richter-Allee 27. Rechts der Kreuzung steht das Landhaus Paul Nieschke, rechts davon Landhaus Lutzmann sowie links dahinter Landhaus Paul Schramm.

Das zusammen mit seiner Einfriedung unter Denkmalschutz stehende, stattliche Landhaus ist ein „[r]ichtungsweisender Bau der Reformarchitektur nach 1900“. Der zweigeschossige, schlichte Putzbau mit Souterrain zeigt zu den beiden anliegenden Straßen zwei malerische, jedoch unterschiedlich gestaltete Hauptansichten. Die Fenster sind unterschiedlich ausgebildet, sie werden zurückhaltend durch Sandsteinelemente unterstützt.
In der Straßenansicht zum Prof.-Wilhelm-Ring tritt auf der rechten Seite ein Seitenrisalit hervor. In diesem befindet sich im Erdgeschoss ein Rundbogenfenster mit malerischer Teilung. Darüber im Obergeschoss findet sich ein wie ein Erker wirkendes, jedoch fassadenbündig eingebrachtes Vierfachfenster, das durch eine Zierfachwerkkonstruktion betont wird. Vor der durch den Risalit auf der linken Seite entstehenden Rücklage steht eine Veranda auf Bogenstellungen, die durch ein offenes Holzziergitter abgeschlossen wird. In der linken Seitenansicht nach Westen steht ein überdachter Altan.
In der Hauptansicht zur Ludwig-Richter-Allee befindet sich vor dem hohen Walmdach ein fast gebäudebreiter Fachwerkgiebel ebenfalls mit einem Vierfachfenster. Im Erdgeschoss steht ein aus der Mitte nach rechts versetzter, rechteckiger Standerker mit geteilten Fenstern sowie einem kleinen Walmdach. In der rechten Seitenansicht nach Norden befindet sich der Eingang in ein Vorhaus an einem eingeschossigen Seitenflügel.
Die Einfriedung besteht aus Lattenzaunfeldern zwischen Sandsteinpfeilern.

## Geschichte
Die bis zum Herrenhaus Altfriedstein verlängerte Alleestraße, heute Ludwig-Richter-Allee, bietet an der Kreuzung mit der ehemaligen Lamsbachstraße, heute unterer Teil des Prof.-Wilhelm-Rings, prominent liegende Eckgrundstücke. Auf dem nordwestlichen davon errichteten die Architekten Schilling & Graebner in den Jahren 1902/1903 auf eigene Kosten den ersten Leitbau der Villenkolonie. Der Bauantrag stammte vom Oktober 1902, die Baurevision erfolgte im Juni 1903. Der Entwurf stammte von dem Dresdner Architekten Heino Otto als Mitarbeiter von Schilling & Graebner.
Das Gebäude verblieb bis 1910 im Besitz der Architektengemeinschaft. In jenem Jahr entstand auf der Gebäuderückseite ein Söller, der durch den Niederlößnitzer Baumeister Felix Sommer errichtet wurde.